# Puchar Kontynentalny 2020/2021
Planowana do rozegrania na przełomie 2020 i 2021 jako 24. edycja Pucharu Kontynentalnego została odwołana w sierpniu 2020 z powodu pandemii COVID-19.